# Ptiloprora mayri
El mielero de Mayr (Ptiloprora mayri) es una especie de ave paseriforme de la familia Meliphagidae endémica del norte de Nueva Guinea.

## Distribución y hábitat
Se localiza en las montañas del norte de la isla de Nueva Guinea. Su hábitat natural son los bosques húmedos tropicales de montaña.